# Parafia św. Bartłomieja Apostoła w Topoli Królewskiej
Parafia św. Bartłomieja Apostoła w Topoli Królewskiej – parafia rzymskokatolicka należąca do dekanatu Łęczyca w diecezji łowickiej.

## Zasięg parafii
Do parafii należą wierni z miejscowości: Chrząstówek, Dobrogosty, Gawrony, Jabłonna, Kozuby, Kuchary, Prądzew, Rybitwy, Topola Królewska, Topola Szlachecka i Upale.

## Historia
Erygowana w 1300 r. przez arcybiskupa gnieźnieńskiego Jakuba Świnkę.
W XV wieku kościół w Topoli stał się filią parafii w Tumie. W 1818 r. przywrócona została samodzielność parafii św. Bartłomieja Apostoła w Topoli Królewskiej.

## Kościół parafialny
Obecny drewniany kościół pw. św. Bartłomieja w Topoli Królewskiej zbudowany został w roku 1711 z fundacji tutejszego proboszcza i kantora łęczyckiego, ks. Wojciecha Kamińskiego. Kościół wzniesiono z dębowego drewna, w miejscu poprzedniej świątyni. Jest to orientowana, jednonawowa budowla konstrukcji zrębowej, oszalowana. W dniu 16 października 1712 r. sufragan włocławski, biskup Ignacy Bardzyński dokonał poświęcenia nowo wybudowanej świątyni, a w dniu 28 maja 1724 roku konsekrował ją biskup Franciszek Kraszkowski, sufragan gnieźnieński. W latach 1881–87 kościół został gruntownie przebudowany i wydłużony o jedno murowane przęsło. Wówczas też wzniesiono murowaną fasadę.
We wnętrzu, w barokowym ołtarzu głównym z roku 1700 znajduje się cenny obraz Matki Bożej z Dzieciątkiem pochodzący z XVII w. oraz dwa rokokowe ołtarze boczne. Obok świątyni stoi murowana, trójprzęsłowa dzwonnica.

## Kościół św. Rocha
Na cmentarzu w Topoli znajduje się kościółek św. Rocha wzniesiony w roku 1845 przez rodzinę Chrzanowskich z Zawady. Jest to budowla drewniana z dwuspadowym dachem krytym gontem.